# 18240 Mould
A 18240 Mould (ideiglenes jelöléssel 1317 T-2) a Naprendszer kisbolygóövében található aszteroida. Cornelis Johannes van Houten,   Ingrid van Houten-Groeneveld és Tom Gehrels fedezte fel 1973. szeptember 29-én.